# Wasserstraßen- und Schifffahrtsamt Freiburg
Das Wasserstraßen- und Schifffahrtsamt Freiburg (WSA Freiburg) war ein Wasserstraßen- und Schifffahrtsamt in Deutschland. Es gehörte zum Dienstbereich der Generaldirektion Wasserstraßen und Schifffahrt, vormals Wasser- und Schifffahrtsdirektion Südwest.
Durch die Zusammenlegung der Wasserstraßen- und Schifffahrtsämter Freiburg und Mannheim ging es am 22. Oktober 2019 im neuen Wasserstraßen- und Schifffahrtsamt Oberrhein auf.

## Zuständigkeitsbereich

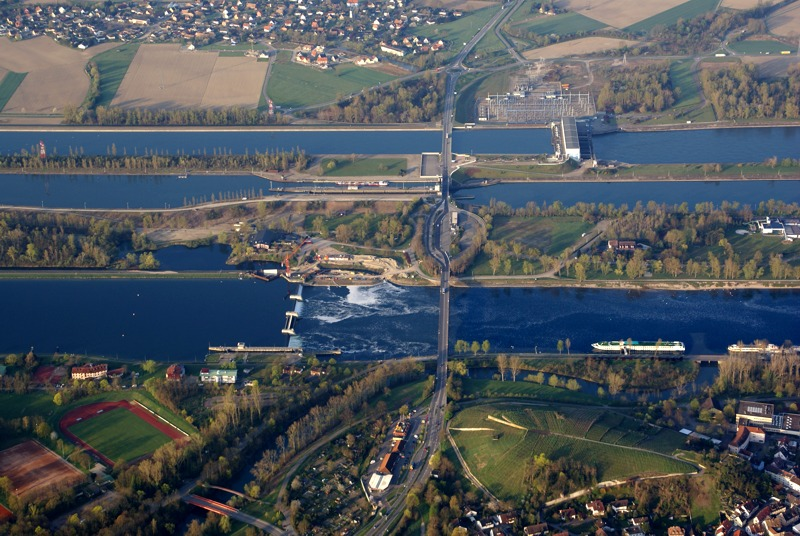
Rhein mit Kulturwehr Breisach (im Vordergrund; im Hintergrund der Rheinseitenkanal auf französischem Gebiet)

Das Wasserstraßen- und Schifffahrtsamt Freiburg war auf 180 km zuständig für die Bundeswasserstraße Rhein vom Rhein-km 170,000 am Dreiländereck zwischen Deutschland (Weil am Rhein), der Schweiz (Basel) und Frankreich (Huningue) bis zum Rhein-km 352,070 (Ende der deutsch-französischen Grenzstrecke bzw. Grenze Rheinland-Pfalz und gleichzeitig Grenze zum Amtsbereich des Wasserstraßen- und Schifffahrtsamtes Mannheim).

## Aufgabenbereich
Zu den Aufgaben des Wasserstraßen- und Schifffahrtsamtes Freiburg gehörten:
- Unterhaltung und Ausbau der Bundeswasserstraße im Amtsbereich
- Betrieb und Unterhaltung baulicher Anlagen, z. B. Schleusen, Wehre und Brücken, die Schleuse  Iffezheim ist eine der größten Binnenschleusen Europas und 24 Stunden in Betrieb, die Schleuse am Altrhein in Breisach ist vollautomatisch im Selbstbetrieb
- Betrieb der Geschiebezugabe an der Staustufe Iffezheim um die Tiefenerosion des Rheins zu verhindern.
- Unterhaltung und Betrieb der schwimmenden und festen Schifffahrtszeichen im Amtsbereich
- Unterhaltung und Betrieb eines gewässerkundlichen Messnetzes
- Durchführen und Auswerten von Abfluss- und Strömungsmessungen
- Übernahme strom- und schifffahrtspolizeilicher Aufgaben

## Außenbezirke
Zum Wasserstraßen- und Schifffahrtsamt Freiburg gehörten die Außenbezirke Breisach, Kehl sowie Iffezheim mit dem Bauhof; sie waren zuständig für die Rhein-km 170,000 bis 272,000 (Breisach), Rhein-km 272,000 bis 322,070 (Kehl) und Rhein-km 322,070 bis 352,070 (Iffezheim).

## Amtssitz
Das aus den 1960er-Jahren stammende Gebäude ist im Januar 2012 neu eröffnet worden, nachdem es unter sorgfältiger Erhaltung der Original-Architektur für rund 4,9 Mio. Euro saniert wurde. Als Architekt der Sanierungsmaßnahme war nach einem konkurrierenden Verfahren 2007 ein Freiburger Architektenbüro ausgewählt worden. Die Fassadensanierung zielte darauf, Energieverluste zu minimieren und die Tageslichtautonomie der Büroräume zu optimieren. Die reduzierte Formensprache des Originalbaus wurde übernommen und weiter entwickelt. Als Fassadenmaterial kamen glasfaserbewehrte Betonfertigteile zum Einsatz. In weiteren Bauabschnitten wurden das Parkdeck mit einer Solaranlage überdacht und das Treppenhaus aus Brandschutzgründen verglast.

## Kleinfahrzeugkennzeichen
Den Kleinfahrzeugen im Bereich des Wasserstraßen- und Schifffahrtsamtes Freiburg wurden Kleinfahrzeugkennzeichen mit der Kennung FR zugewiesen.